# Російсько-молдовські відносини
Відносини між Молдовою і Росією є відносинами сучасних держав Республіки Молдова та Російської Федерації, а також в широкому сенсі, відносинами молдавського і російського народів протягом більш тривалого періоду історії.

## Історія
Після своєї перемоги в російсько-турецькій війні 1806—1812, Російська імперія анексувала Бессарабію від Османської імперії. Ця історична область, яка спочатку була частиною Молдавського князівства, становить більшу частину території сучасної Молдови.
На початку XX століття Бессарабія на короткий проміжок часу отримала незалежність, як Молдавська Демократична Республіка. У 1918 році вона увійшла в союз з Румунським королівством, з якою у неї практично одна мова і етнічна приналежність, а в 1940 році Румунія змушена була передати її Радянському Союзу. Це призвело до створення Молдавської Радянської Соціалістичної Республіки.
Молдавська РСР оголосила про свою незалежність від СРСР 27 серпня 1991 року.

### Придністровський конфлікт

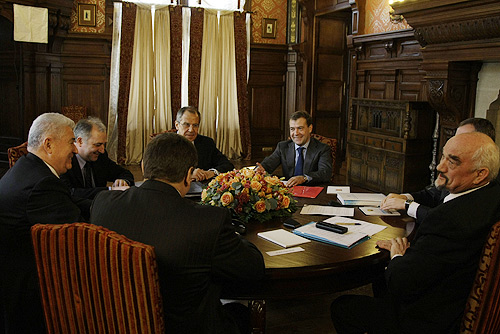
Володимир Воронін, Дмитро Медведєв і Ігор Смирнов під час трьохсторонніх перемовин, 2009 рік

Відразу після цього виник конфлікт між урядом Молдови і Придністров'ям, який переріс у війну в 1992 році. Війна була зупинена прямим втручанням російської армії під командуванням генерала О. Лебедя, що призвело до появи міжнародно невизнаної республіки Придністров'я. Після припинення вогню дві окремі групи російських військ залишилися в Молдові: один полк з підтримання миру, який є частиною Змішаної контрольної комісії, та 14-я армія, якою було поставлено завдання охорони складу боєприпасів Кобасна. Військова присутність Росії триває донині.
У зв'язку з ескалацією військових дій в Бендерах ліві сили в Молдові почали виступи за відставку уряду і парламенту, які допустили громадянську війну. У зв'язку з цим глава уряду і міністр оборони пішли у відставку. 7 липня в регіон прибули повноважні представники президента Росії. При їх посередництві вдалося досягти угод про припинення вогню, а 21 липня в Москві Борисом Єльциним і Мірча Снєгур в присутності Ігоря Смирнова було підписано угоду «Про принципи врегулювання збройного конфлікту в Придністровському регіоні Республіки Молдова». Війна завершилася заморожуванням Придністровського конфлікту і введенням в зону конфлікту російських миротворців. Пізніше були створені Об'єднана Контрольна Комісія та Спільні Миротворчі сили. У Придністров'ї в якості миротворчого контингенту було розміщено 3100 російських, 1200 молдавських і 1200 придністровських військовослужбовців. З другої половини 1992 року за посередництва Росії почалися переговори про статус Придністров'я, з 1993 року до мирного врегулювання приєдналася ОБСЄ, а з 1995 року — Україна. В даний час частина лівобережжя Дністра і місто Бендери контролюються Придністров'ям, в свою чергу частина території, заявленої керівництвом ПМР як частина республіки, контролюється Молдовою. У 2000-му році відбувся візит Президента Російської Федерації Володимира Путіна в Республіку Молдова. Його приймав президент Молдавії П. К. Лучинський.
Відносини між Молдовою і Росією погіршилися в листопаді 2003 року після того, як Росія запропонувала рішення (меморандум Козака) придністровського конфлікту, яке молдовська влада відмовилися прийняти.
В середині березня 2014 року парламент Придністров'я звернувся до Росії з проханням розробити закон, який дозволив би прийняти самопроголошену республіку до складу РФ. У квітні Придністров'я звернулося до керівництва Росії з проханням про її визнання незалежною державою.
На початку липня 2014 в Молдавії було заборонено мовлення російського федерального телеканалу «Росія-24» за пропаганду, а також невірне, на погляд молдавської влади, висвітлення подій в Україні.

### Відновлення відносин після 2016 року

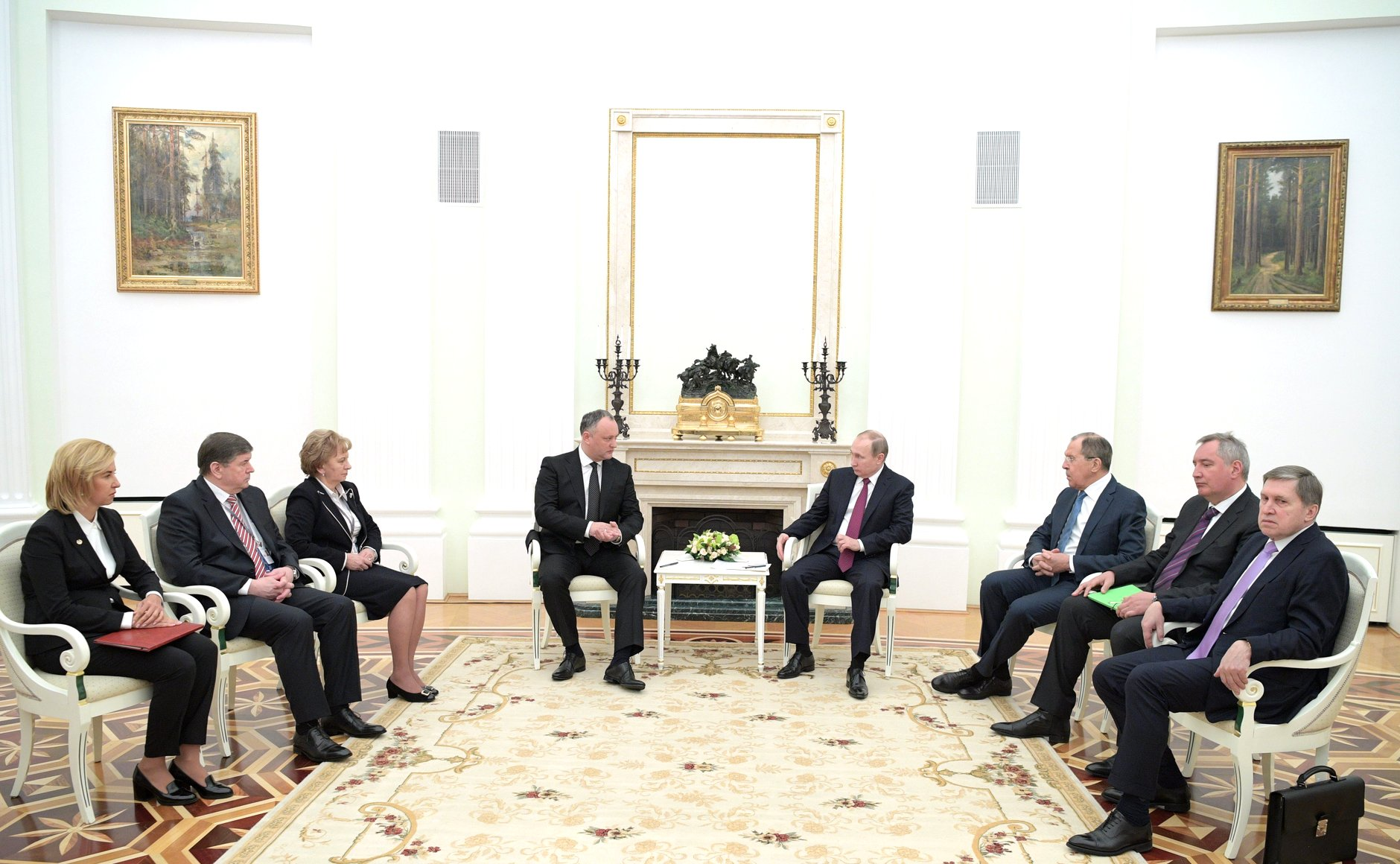
Зустріч Президента Республіки Молдови Ігоря Додона з Президентом Росії Володимиром Путіним, 17 січня 2017 року

Після обрання в 2016 році Президентом Республіки Молдова Ігоря Додона, намітилася тенденція до поліпшення російсько-молдавських відносин. У січні 2017 року Президент Додон здійснив свій перший закордонний візит до Москви. Це був перший офіційний візит президента Республіки Молдова в Росію за останні 9 років.
На зустрічі з Володимиром Путіним було обговорено стан та перспективи двостороннього торгівельно-економічного та культурно-гуманітарного співробітництва Росії і Молдови, врегулювання придністровського конфлікту. Був прийнятий план спільних дій, який передбачає конкретні кроки з розвитку взаємних інвестицій і торгівлі.

### Дипломатичний конфлікт 2017 року
29 травня 2017 року Молдова оголосила персонами нон грата 5 російських дипломатів. Їм були пред'явлені звинувачення у вербуванні найманців для участі в збройному конфлікті на сході України. У відповідь російська сторона також вислала 5 співробітників молдавської дипмісії в Москві. Глава МЗС Росії Сергій Лавров назвав рішення молдовської сторони «інспірованим ззовні» і «розрахованим на те, щоб посварити дві країни».

## Економіка
У квітні 2020 року Конституційний суд Молдови призупинив вступ в силу закону про отримання країною кредиту від Росії на 200 мільйонів євро, задовільнивши відповідний запит від опозиційної групи в парламенті «Pro Moldova».

### Продуктові конфлікти
У 2006 році виник дипломатичний конфлікт, після того, як 27 березня того ж року Росспоживнагляд ввів заборону на експорт молдавських вин до Росії, завдавши серйозної шкоди економіці Молдавії, аргументувавши це тим, що великий обсяг продукції, що ввозиться в РФ алкогольної продукції не відповідає санітарній безпеці. Після цього Росспоживнагляд видав дозволи на ввезення для семи підприємств, але президент Воронін заборонив їм експорт до повного врегулювання проблеми. Влітку 2007 року понад 40 молдавських підприємств знову пройшли санітарно-епідеміологічну експертизу і поставки були відновлені.
2 липня 2014 року парламент Молдови ратифікував угоду про асоціацію з ЄС, підписану 27 червня в Брюсселі.
7 липня на нараді у прем'єр-міністра Росії Дмитра Медведєва перший віце-прем'єр Ігор Шувалов пригрозив виключити Молдову з зони вільної торгівлі СНД, що призводить до переходу на режим найбільшого сприяння, який встановлює середньозважений тариф на постачання товарів розміром 7,8 відсотка. Слідом Мінекономрозвитку підготувало урядову постанову, згідно з якою Росія має намір в односторонньому порядку ввести мито на деякі види молдавської продукції (вино, м'ясо, зерно, цукор, фрукти і овочі).
18 липня Россільгоспнагляд заборонив ввезення до Росії молдавських яблук, груш, айви, абрикосів, вишні та черешні в зв'язку з можливим занесенням шкідника — метелика плодожерки східної. Також під заборону потрапили персики, нектарини, сливи та терен. А 21 липня Росспоживнагляд оголосив про припинення ввезення на територію РФ молдавської консервованої плодоовочевої продукції через порушення вимог законодавства в галузі захисту прав споживачів.
На кінець 2016 року двосторонній товарообіг скоротився більш ніж в два рази, а молдавські товари практично втратили російські ринки.